# San Cristóbal Verapaz
San Cristóbal Verapaz ist eine Kleinstadt in Guatemala und Verwaltungssitz der gleichnamigen Großgemeinde (Municipio) im Departamento Alta Verapaz. In dem 192 km² großen Municipio leben rund 55.000 Menschen.

## Geografie
San Cristóbal Verapaz liegt im Südwesten von Alta Verapaz im Tal des Río Chixoy auf etwa 1.400 m Höhe. Der Großteil des Gemeindegebietes erstreckt sich im umliegenden Bergland, dessen höchster Gipfel hier 2.220 m erreicht. Das Gemeindegebiet wird geprägt von Nebelwald und feucht-gemäßigtem Klima. Die Landschaft ähnelt in verblüffender Weise dem mitteleuropäischen Voralpenland. Unmittelbar südöstlich des Hauptortes San Cristobal liegt die Laguna Chichoj, ein landschaftlich reizvoller See, der jedoch durch ungeklärte Abwässer stark verschmutzt wurde. Einige Kilometer weiter südlich wurde der Río Chixoy bei Santa Ana (Baja Verapaz/Quiché) aufgestaut. Dort befindet sich das größte Wasserkraftwerk Guatemalas.
San Cristóbal grenzt im Norden an die Gemeinde Cobán und im Osten an Santa Cruz Verapaz. Im Süden und im Westen bildet der weite Flussbogen des Río Chixoy die Grenze des Municipios und des Departamentos Alta Verapaz zum wesentlich trockeneren Nachbardepartamento Quiché.

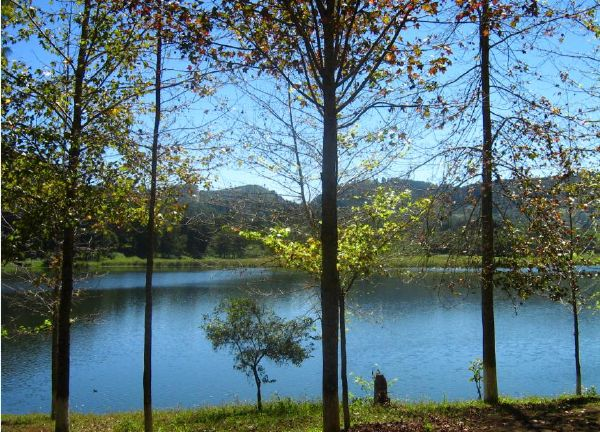
Laguna Chichoj bei San Cristóbal

## Bevölkerung
Der Großteil der Bevölkerung gehört zur Maya-Gruppe der Pocomchí. Ihr Zentrum in der Verapaz-Region ist die Gegend von Rabinal in Baja Verapaz, sie dehnten ihr Siedlungsgebiet im Lauf der Zeit bis in den Südwesten von Alta Verapaz aus. Gesprochen wird neben Spanisch und Pocomchí auch Kekchí.

## Geschichte
Auf dem Gebiet des Municipios gab es in vorkolonialer Zeit eine Siedlung mit Namen Kab-Koj („Bunte Raubkatze“). Die friedlich in die Verapaz-Region vordringenden Dominikaner gründeten mit zugewanderten Pocomchí am 14. August 1565 San Cristóbal Verapaz.
In den 1970er und 1980er Jahren litt die Gemeinde schwer unter dem Bürgerkrieg.

## Wirtschaft und Verkehr
San Cristóbal liegt an der in west-östlicher Richtung verlaufenden Nationalstraße 7, die von Huehuetenango über Quiché und Alta Verapaz bis nach Izabal führt. Es handelt sich um eine sehr kurvige Landstraße von überregionaler Bedeutung, die jedoch in weiten Teilen in einem schlechten Zustand ist. San Cristóbal gilt seit langer Zeit als westliches Tor von Alta Verapaz und daher auch als Handelszentrum (Markt). Die Nationalstraße 7 kreuzt wenige Kilometer östlich von San Cristóbal, bei Santa Cruz Verapaz, die gut ausgebaute Fernstraße CA 14, die von Cobán nach El Rancho (El Progreso) führt. Von dort gelangt man über die Autobahn CA 9 nach Guatemala-Stadt im Hochland oder nach Puerto Barrios an der Karibikküste. Von San Cristóbal sind es 211 km nach Guatemala-Stadt und 29 km nach Cobán, der Hauptstadt des Departamentos Alta Verapaz. Am 2. Januar 2009 kamen auf der Nationalstraße 7 bei San Cristóbal durch einen Erdrutsch 31 Menschen ums Leben.
Die Menschen in San Cristóbal Verapaz leben vorwiegend von der Land-, Forst und Holzwirtschaft. Abholzung und Jagd haben Flora und Fauna merkliche Schäden zugefügt. Es gibt einige wenige Industriebetriebe, darunter eine Schuhfabrik. Der Tourismus spielt eine untergeordnete Rolle. Zu den bedeutendsten Sehenswürdigkeiten zählen die Pfarrkirche, die Feierlichkeiten in der Karwoche (Semana Santa) und die zu Ehren des Stadtpatrons Christophorus (San Cristóbal) vom 20. zum 25. Juli, sowie das kleine Museum Katinamit, das die Geschichte der örtlichen Pocomchí darstellt. Die Laguna Chichoj ist mittlerweile Teil eines Naturschutzprojektes.

## Persönlichkeiten
- José Alejandro Barrondo (* 1996), Geher
- José Oswaldo Calel (* 1998), Geher

## Weblinks

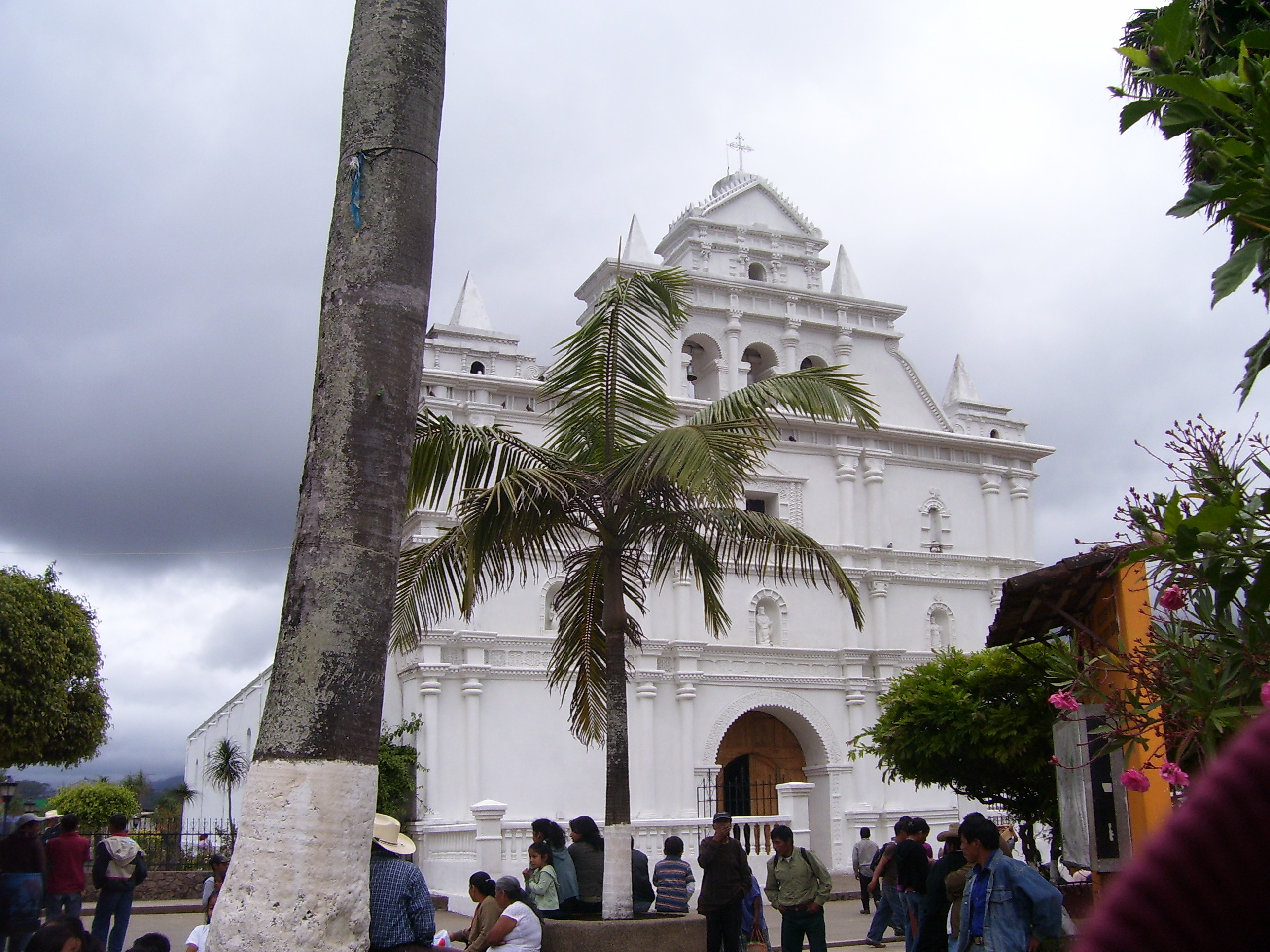
Pfarrkirche von San Cristóbal